# George Leach
George Marion Leach III (Charlotte, 13 maggio 1981) è un ex cestista statunitense, professionista nella NBDL, in Europa e in Asia.

## Palmarès
- All-WBA Fourth Team (2005)
- WBA All-Defensive Team (2005)